# C'est jeune et ça sait tout
Pour plus de détails, voir Fiche technique et Distribution.
C'est jeune et ça sait tout (ou Y'a pas de mal à se faire du bien) est un film franco-canadien réalisé par Claude Mulot, sorti en 1974.

## Fiche technique
- Titre français : C'est jeune et ça sait tout
- Titre alternatif : Y'a pas de mal à se faire du bien
- Réalisation : Claude Mulot
- Scénario : Claude Mulot et Michel Lebrun
- Musique : Eddie Vartan
- Production : Pierre Camo et Denis Héroux
- Pays de production :  France /  Canada
- Format : couleur
- Genre : comédie
- Dates de sortie : 
  - Canada : 25 octobre 1974
  - France : 30 avril 1975

## Distribution
- Jean Lefebvre : Charles Lebrun
- Michel Galabru : Mr Lambris
- Françoise Lemieux : Martine Lebrun
- Darry Cowl : Le livreur
- Marcella Saint-Amant : Sylvie
- Christine Fabréga
- Michel Audiard : Le père de Joëlle
- Nathalie Courval : Le professeur de sexologie
- Daniel Ceccaldi : L'ambassadeur
- Andrée Cousineau : Joëlle
- Jean Lajeunesse : M. Brunet
- Réal Béland : Le jardinier
- Paul Berval : Le boucher
- Danielle Ouimet : Danielle Lambris
- René Caron
- Robert Desroches
- Jacques Desrosiers
- Marcel Gamache
- Suzanne Langlois
- Gilles Pellerin